# The Pagan Prosperity
The Pagan Prosperity è il secondo album in studio del gruppo black metal norvegese Old Man's Child, pubblicato nel 1997.

## Tracce
1. The Millennium King – 5:28
2. Behind the Mask – 3:58
3. Soul Possessed – 4:04
4. My Demonic Figures – 3:59
5. Doommaker – 3:39
6. My Kingdom Will Come – 4:35
7. Return of the Night Creatures – 5:36
8. What Malice Embrace – 5:13

## Formazione
- Galder - voce, chitarra, tastiere
- Jardar - chitarra
- Tony Kirkemo - batteria
- Gonde - basso